# Valétiacos
Valétiacos était un aristocrate éduen, élu « vergobret » en avril -53. 

## Famille
Selon César, lui et son frère Cotos sont issus d'une très vieille famille :
« [...] alterum Cotum, antiquissima familia natum atque ipsum hominem summae potentiae et magnae cognationis, cuius frater Valetiacus proximo anno eundem magistratum gesserit. »

« [...] Cotos, issu d’une très vieille famille, jouissant d’ailleurs d’une grande influence personnelle et ayant de nombreux parents ; son frère Valétiacos a rempli l’année précédente la même charge [celle de vergobret]. »

## Biographie
Vu que son frère est vergobret l'année suivante et que l'on sait qu'il est interdit à deux membres d'une même famille de siéger au sénat éduen, il est probablement décédé en -53.
Il est remplacé l'année suivante par Convictolitavis.

## Source
L'unique source connue est :
- Jules César, La Guerre des Gaules, 1, 16-20.